# يوغي تي
يوغي تي (بالإنجليزية: Yogi Tea)‏ هي شركة شاي أعشاب أمريكية، تأسست في أوريغون.
أسسها يوغي باجان وهو مدرب يوغا في عام 1984.
تمارس الشركة نشاطها في أمريكا الشمالية وأوروبا، وتقع مصانع الشركة في مدينة سبرينغفيلد في ولاية أوريغون.